# Karsbäcken, Skellefteälven
Karsbäcken är ett högerbiflöde till Skellefteälven, till storleken snarast en å. Längd inklusive källflöden cirka 50 km. Ån kommer från ett sjösystem strax väster om Bastuträsk och rinner först åt nordväst för att efter en stor krök runt (men inte igenom) Karsträsket gå mot sydost mot Skellefteälven, där den mynnar ca 5 km väster om Finnforsfallet. Karsbäcken är en populär paddlingsled. 
Karsbäcken har givet namnet till en driftplats på Stambanan genom övre Norrland som ligger norr om bäcken.